# Навруз (Лахш)
Навру́з, или Наврузский джамоат (тадж. Ҷамоати деҳоти Наврӯз, до 16 декабря 2022 — джамоат Джиргатол) — сельская община (сельский джамоат) Лахшского района Таджикистана. Расстояние до центра района — 2 км. Население — 9180 человек (2015 г.), таджики и киргизы. Села:
- Обчака
- Кухдоман (бывш. Карчин)
- Майдонтерак
- Калаи зангкуб (бывш. Занкон)
- Навдиёр (бывш. Джаныджер)
- Сариосиёб (бывший Джиргатол)
- Янгиер

## История
Указом Президиума Верховного Совета Таджикской ССР от 26 мая 1966 года образован Янгишаарский кишлачный совет с центром в кишлаке Янгишаар. В состав Янгишаарского к/с были включены села Окджар, Джелтерак, Долоно, Кашкатерак, Птовкул-Балх, Птовкул-Джонкиргиз, Сугат, Янгишаар, Ярмазор, которые были выделены из состав Джиргатальского к/с.
16 ноября 1979 года в новообразованный кишлачный совет Сурхоб из Джиргатальского к/с был передан кишлак Джилонди, который стал его центром.
16 матрта 2022 года джамоат Джирагол и село Джиргатол в его составе были переименованы в джамоат Навруз и село Сариосиёб, соответственно.